# Whataburger

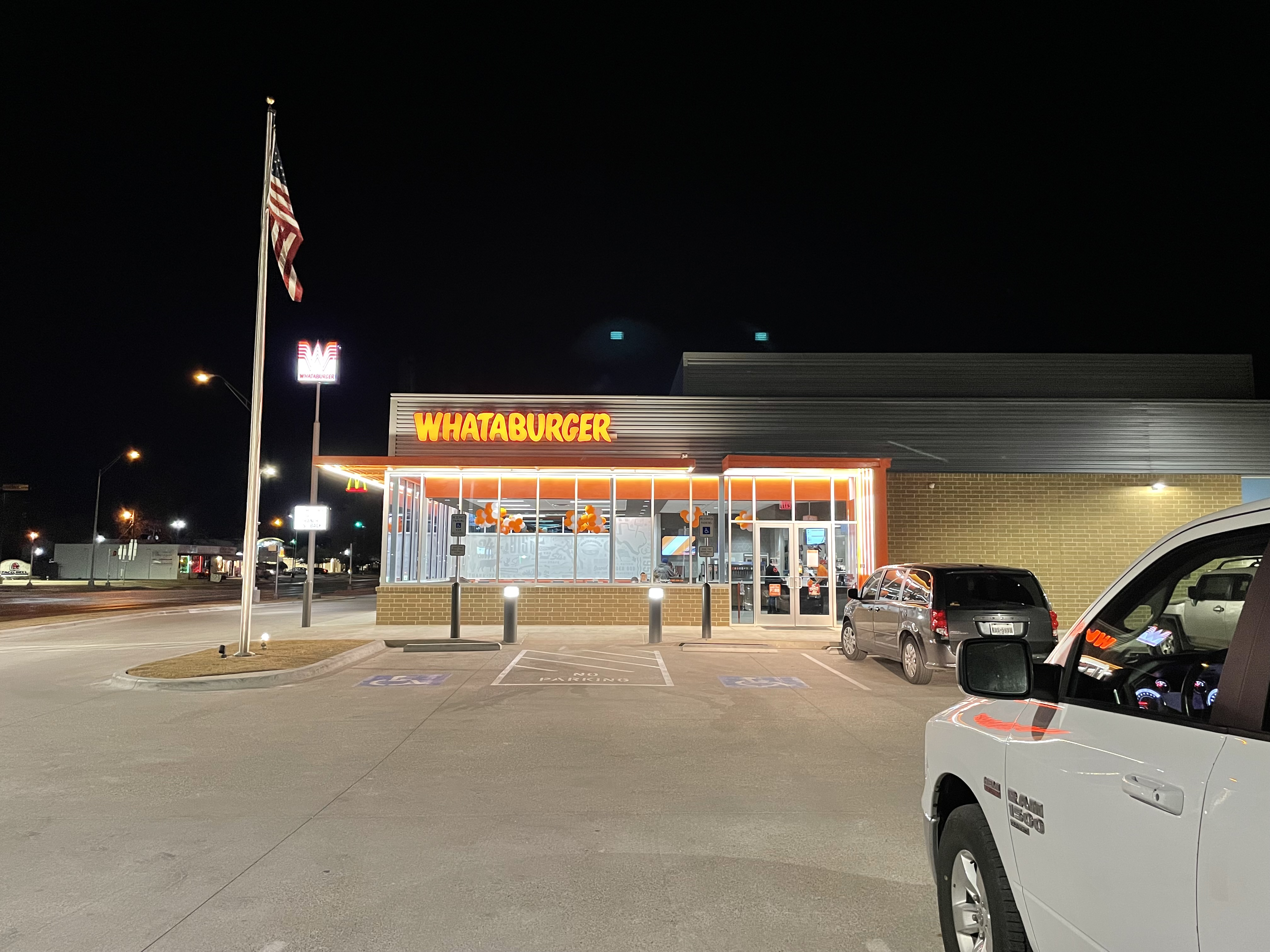
Restaurant Whataburger de nuit à Lampasas, Texas.

Whataburger est une chaîne américaine de restauration rapide. Basée à San Antonio (home of the Spurs) au Texas, elle est spécialisée dans les hamburgers.
L'entreprise, fondée par Harmon Dobson et Paul Burton, a ouvert son premier restaurant à Corpus Christi en 1950. En septembre 2012, elle compte plus de 735 restaurants dans le Sud des États-Unis.